# Verwaltungsgemeinschaft Langenbach
Die Verwaltungsgemeinschaft Langenbach im oberbayerischen Landkreis Freising wurde im Zuge der Gemeindegebietsreform am 1. Mai 1978 gegründet. In ihr waren die Gemeinden Langenbach und Marzling zusammengeschlossen.
Mit Wirkung ab 1. Januar 1994 wurde die Körperschaft aufgelöst, beide Gemeinden erhielten eigene Verwaltungen.
Sitz der Verwaltungsgemeinschaft war Langenbach.